# Schilderij (album)
Schilderij is het tweede album van Guus Meeuwis & Vagant. Mede dankzij het succes van de eerste single van het album, Ik tel tot 3 (nummer 16 in de Top 40), was het album al goud voor het werkelijk in de winkels lag. Tegelijkertijd scoorde Antonie Kamerling als Hero, een personage uit de film All Stars, een nummer 1-hit met het nummer Toen ik je zag dat geschreven is door Meeuwis. Dit nummer is ook op het album te vinden, gezongen door Meeuwis zelf. 
De single 't Dondert en 't bliksemt (nummer 12 in de Top 40) is eigenlijk het lustrumlied van de studentenvereniging T.S.C. St. Olof, waar de jongens tot dan toe lid van waren. Overigens werd het thema (lalaa lalalalala) in 1979 geschreven door The Village People (Go West), die er vier weken mee in de Nederlandse top 40 stonden. In 1993 stond het opnieuw (13 weken) in de top 40, dit keer gecoverd door The Pet Shop Boys. 
Derde en laatste single Ik wil met je lachen behaalde de 19e plaats in de Top 40.
Schilderij werd bekroond met een platina plaat, wat inhoudt dat er minstens 70.000 exemplaren van verkocht zijn.

## Tracklist
1. "Ik tel tot 3" (G. Meeuwis, J. Rozenboom) – 4:08
2. "Toen ik je zag" (G. Meeuwis, J. Rozenboom) – 3:52
3. "'t Dondert en 't bliksemt" (G. Meeuwis, R. Schrijen, E. Boerenkamps, M. Meeuwis, J. Rozenboom, R. van Beek, A. Kraamer) – 3:11
4. "Toen jij nog bij me was" (J. Pieters, W. van Duinhoven) – 3:45
5. "Ik Wil Met Je Lachen [Live]" (B. De Pape, J. Batenburg) – 3:35
6. "Ik ben alles" (W. Bokma de Boer) – 3:56
7. "Heimwee naar 'n tijd die ik niet ken" (H. Kooreneef, J. Rozenboom) – 3:58
8. "Reünie (Place Des Grandes Hommes)" (L. Driessen, B. Garcin, P. Bruel) – 4:28
9. "Hou me gewoon maar even vast" (G. Meeuwis, J. Rozenboom) – 3:34
10. "Als jij maar bij me bent" (B. Peeters) – 3:05
11. "Geef me tijd" (G. Meeuwis, A. Kraamer) – 4:14
12. "Schilderij" (G. Meeuwis, A. Kraamer) - 3:54